# Amigos de Dios
Los Amigos de Dios (en alemán: Gottesfreunde; o gotesvriunde) fueron un grupo místico medieval de personas eclesiásticas y laicas dentro de la Iglesia Católica (aunque casi se convirtió en una secta separada) y un centro del misticismo alemán. Fue fundada entre 1339 y 1343 durante el papado de Aviñón del cisma occidental, una época de gran agitación para la Iglesia católica. Se centraron originalmente en Basilea, Suiza y también fueron bastante importantes en Estrasburgo y Colonia. Algunos escritores de finales del siglo XIX hicieron grandes reclamos a favor del movimiento, considerándolo influyente en el misticismo del siglo XIV y precursor de la Reforma protestante. Los estudios modernos del movimiento, sin embargo, han enfatizado el carácter derivado y, a menudo, de segunda categoría de su literatura mística, y su impacto limitado en la literatura medieval en Alemania.

## Nombre
El nombre "Amigos de Dios" puede haber sido influenciado por varias fuentes. Varios pasajes bíblicos usan el término (por ejemplo, Jueces 8.22, Santiago 2.23, Éxodo 33.11, Salmo 138.17, Sabiduría 7.27, Lc 12.4, Juan 15.15) El concepto de amistad con Dios también había sido aplicado por varios autores medievales, y particularmente entre Meister Eckhart y sus seguidores.

## Historia
El movimiento surgió de la predicación y enseñanza de Meister Eckhart, y especialmente de sus herederos espirituales dominicos, el predicador John Tauler y el escritor Henry Suso. Una influencia en el grupo, aunque permaneció en un segundo plano, fue el sacerdote secular Enrique de Nördlingen, del Oberland bávaro, que conoció a Tauler y Suso en Basilea en 1339. Henry tuvo una gran interacción con otros místicos y presentó a los Amigos de Dios La luz que fluye de la deidad de Mechthild de Magdeburg.
El grupo alcanzó una forma institucional naciente en 1367 cuando el adinerado laico Rulman Merswin compró y restauró un monasterio abandonado en Estrasburgo conocido como grünenwörth ('Isla Verde'). El monasterio sirvió como refugio de estudio para al grupo místico y como “escuela de profetas” produciendo una serie de textos místicos. Se sospecha que Merswin es el autor anónimo de El amigo de Dios del Oberland.
Los Amigos de Dios, dirigidos por Tauler y Suso, buscaron un camino místico en línea con la doctrina católica establecida, siguiendo a Tomás de Aquino. Rulman Merswin, bajo la dirección de El amigo de Dios del Oberland, quería purificar la Iglesia. Este énfasis en la reforma puso al grupo en conflicto con la Iglesia y, poco después de la muerte de Merswin en 1382, fueron condenados.
Después de la muerte de Merswin, algunas fuentes afirman que Nicolás de Basilea se convirtió en el líder. Nicolás fue quemado en la hoguera con dos de sus seguidores por herejía en Viena alrededor de 1395. Su relación de con los Amigos de Dios no está clara, ya que fue condenado como Beghard.
Otro miembro destacado, Martín de Mainz, seguidor de Nicolás de Basilea, también fue quemado por herejía en 1393.

## Textos
Varios textos místicos están asociados con Los Amigos de Dios, en particular la Theologia Germanica y el Libro de las Nueve Rocas. Muchas de las obras se atribuyeron a El amigo de Dios del Oberland, aunque probablemente fueron escritas por el propio Rulman Merswin.